# Intermediurida anophthalma
 (novembre 2019).
Genre
Espèce
Intermediurida anophthalma, unique représentant du genre Intermediurida, est une espèce de collemboles de la famille des Neanuridae.

## Distribution
Cette espèce est endémique de Guyane.

## Publication originale
- Najt, Thibaud & Weiner, 1990 : Collemboles (Insecta) poduromorphes de Guyane française. Bulletin du Muséum National d'Histoire Naturelle Section A Zoologie Biologie et Ecologie Animales, vol. 12, no 1, p. 95-121.